# XWiki
XWiki es un motor wiki basado en Java con una completa lista de herramientas (control de versiones, ficheros anexos, etc.) y tiene un motor de base de datos y un lenguaje de programación que permiten crear aplicaciones que funcionan con bases de datos.
La edición empresarial, incluye un editor WYSIWYG, importación y exportación de documentos basada en OpenOffice , anotaciones semánticas, etiquetado y gestión avanzada de permisos.

## Historia
XWiki fue escrito originalmente por Ludovic Dubost que fundó XPertNet SARL que más tarde se convertiría XWiki SAS, y fue lanzado por primera vez en enero de 2003 bajo la licencia GNU General Public License. La primera versión en el sitio xwiki.com fue en abril de 2003.
En 2006, la licencia fue cambiada a la Licencia Pública General de GNU para dar a la comunidad de desarrolladores una mayor flexibilidad Vicente Massol (desarrollador de Apache) se convirtió en el líder de desarrollo.
Después de 6 versiones beta y 5 versiones candidatas, XWiki 1.0 fue lanzado el 22 de mayo de 2007.
En 2018, los usuarios de XWiki obtuvieron la posibilidad de utilizar los editores en línea ONLYOFFICE dentro de la plataforma mediante el conector oficial. La integración con ONLYOFFICE permite a los usuarios ver, editar y colaborar en documentos, hojas de cálculo y presentaciones  en los formatos DOC/DOCX, XLS/XLSX y PPT/PPTX en tiempo real.

## Características
Lenguajes de script como Velocity, Groovy, Python, Ruby y PHP pueden escribirse directamente mediante macros.
Algunas de sus características son:
- Contenidos estructurados y secuencias de comandos en línea, lo que permite construir aplicaciones wiki
- Exportación de páginas a PDF
- Búsqueda de texto completo
- Control de versiones
- Importar documentos de Office en la sintaxis del wiki a través de OpenOffice
- Admite varios protocolos para acceder a la wiki (WebDAV, REST, XMLRPC, GWT)
- Plugins, API y programación